# Tetraopes skillmani
Tetraopes skillmani là một loài bọ cánh cứng trong họ Cerambycidae.